# 北海道岩内高等学校
北海道岩内高等学校（ほっかいどういわないこうとうがっこう、Hokkaido Iwanai High School）は、北海道岩内郡岩内町にある公立（道立）の高等学校。

## 設置学科
- 普通科
- 事務情報科

## 沿革
- 1949年 - 北海道立岩内高等学校と北海道立岩内女子高等学校の統合により発足
- 1951年 - 小沢村、泊村、前田村に定時制分校を設置
- 1952年 - 定時制分校がそれぞれ小沢高等学校・泊高等学校・前田高等学校として独立（小沢高と前田高は後に統合して共和高等学校（現在の共和高）になる）
- 2000年 - 新校舎落成

### 旧北海道立岩内高等学校
- 1940年 - 岩内町立北海道岩内中学校の設立を認可
- 1945年 - 庁立移管、北海道庁立岩内中学校と改称
- 1948年 - 北海道立岩内高等学校と改称
- 1949年 - 北海道立岩内女子高等学校と統合

### 旧北海道立岩内女子高等学校
- 1919年 - 岩内町立女子職業学校の設立を認可
- 1926年 - 岩内町立実科高等女学校と改称
- 1933年 - 岩内町立岩内高等女学校と改称
- 1934年 - 庁立移管、北海道庁立岩内高等女学校と改称
- 1948年 - 北海道立岩内女子高等学校と改称
- 1949年 - 北海道立岩内高等学校と統合

## 出身者
- 岩城成治 - 元北海道岩内町長
- 岩城禮三 - 言語学者。札幌医科大学名誉教授
- 鎌田昌市 - 元北海道教育長。元学校法人北翔大学理事長
- 高橋昌幸 - 北海道神恵内村長
- 橋本信夫 - 獣医学者。北海道大学獣医学部名誉教授
- 藤倉英幸 - イラストレーター。貼り絵作家